# Ouled Boudjemaa
Ouled Boudjemaa es un municipio (baladiyah) de la provincia o valiato de Aïn Témouchent en Argelia. En abril de 2008 tenía una población censada de 6013 habitantes.
Se encuentra ubicado al noroeste del país, junto a la costa del mar Mediterráneo y cerca de la frontera con Marruecos.